# Frontiera verde
Frontiera verde (in spagnolo Frontera Verde) è una serie televisiva colombiana del 2019.
La prima stagione, composta da 8 episodi, è stata distribuita su Netflix dal 16 agosto 2019.

## Trama
La detective Helena Poveda viene inviata da Bogotà per indagare su molteplici femminicidi commessi nella giungla. Oltre alcune missionarie, il caso si concentra sull'uccisione di un'indigena.

## Personaggi e interpreti
- Juana del Río nel ruolo di Helena Poveda
- Nelson Camayo nel ruolo di Reynaldo Bueno
- Ángela Cano nel ruolo di Ushe
- Miguel Dionisio Ramos nel ruolo di Yua
- Bruno Clairefond nel ruolo di Joseph
- Andrés Crespo nel ruolo di Efrain Márquez
- Marcela Mar nel ruolo di Sorella Raquel
- Mónica Lopera nel ruolo di Aura
- Andrés Castañeda nel ruolo di Iván Uribe
- John Narváez nel ruolo di Cayetano
- Karla López nel ruolo di Sorella Esther
- Antonio Bolívar nel ruolo di Wilson Nai
- Gabriella Campagna nel ruolo di Sorella Sonia

## Episodi
| Numero episodio | Titolo in italiano         | Titolo originale | Diretto da               | Scritto da                            | Data uscita    |
| --------------- | -------------------------- | ---------------- | ------------------------ | ------------------------------------- | -------------- |
| 1               | Nel profondo della giungla | La manigua       | Ciro Guerra              | Mauricio Leiva-Cock e Gibrán Portela  | 16 agosto 2019 |
| 2               | I camminatori              | Los caminantes   | Jacques Toulemonde Vidal | Antón Goenechea e María Camila Arias  | 16 agosto 2019 |
| 3               | L'albero                   | El árbol         | Jacques Toulemonde Vidal | Camila Brugés e Javier Peñalosa       | 16 agosto 2019 |
| 4               | Il veleno                  | El veneno        | Jacques Toulemonde Vidal | Natalia Santa e Nicolás Serrano       | 16 agosto 2019 |
| 5               | La morte                   | La muerte        | Laura Mora Ortega        | Camila Brugés e Gibrán Portela        | 16 agosto 2019 |
| 6               | Il seme                    | La semilla       | Laura Mora Ortega        | Natalia Santa e Antón Goenechea       | 16 agosto 2019 |
| 7               | La luce                    | La luz           | Laura Mora Ortega        | Nicolás Serrano e Gibrán Portela      | 16 agosto 2019 |
| 8               | La tenebra                 | La oscuridad     | Laura Mora Ortega        | Mauricio Leiva-Cock e Javier Peñalosa | 16 agosto 2019 |